# Robert Van de Walle
Robert Van de Walle, född den 20 maj 1954 i Oostende, Belgien, är en belgisk judoutövare.
Han tog OS-guld i herrarnas halv tungvikt i samband med de olympiska judotävlingarna 1980 i Moskva.
Han tog därefter OS-brons i samma viktklass i samband med de olympiska judotävlingarna 1988 i Seoul.